# Ейлін Фаррелл
Ейлін Фаррелл (англ. Eileen Farrell; 13 лютого 1920, Віллімантік, Коннектикут, США — 23 березня 2002, Парк-Ридж, Нью-Джерсі, США) — американська співачка (сопрано). За свою майже 60-річну кар'єру виконувала класичну та популярну музику на концертах, у театрах, на радіо, телебаченні та для запису на платівки. NPR зазначив: «Вона володіла одним із найсильніших і найяскравіших оперних голосів XX століття». Хоча вона активно виступала як оперна співачка, кількість її концертів значно перевищувала кількість виступів у театрі. Виступала переважно у США, хоча були і запрошення з-за кордону. «Дейлі телеграф» стверджував, що вона «була однією з найкращих американських співачок з голосом сопрано XX століття; її голос має чудові пропорції, вона використовує його з проникливістю й артистизмом у різноманітних ролях». Додавши, що має голос, «як якесь незрівнянне явище природи. Для співаків вона така ж, як Ніагара для водоспадів».
Розпочала кар'єру у 1940 році як учасниця хору CBS на радіо CBS. У 1941 році CBS запропонувало їй власну програму «Ейлін Фаррелл співає», у якій вона виконувала як класичну, так і популярну музику протягом 5 років. У 1947 році дебютувала як співачка сопрано, а через дев'ять років почала виступати на оперній сцені. Вершиною оперної кар'єри стали п'ять сезонів у Метрополітен-опера з 1960 до 1966 рік. Їй приписують випуск першого успішного кросоверного альбому «I've Got a Right to Sing the Blues» (1960). У 1986 році оголосила про свій відхід від виступів, але все ж продовжила виступати та періодично записувати музику до кінця 1990-х років. Крім кар'єри співачки також викладала вокал в Університеті Індіани та приватно.

## Молодість й освіта
Народилася у Віллімантіку, штат Коннектикут. Наймолодша з трьох дітей родини ірландських американських католиків Майкла та Кетрін Фарреллів (уроджена Кеннеді). Її батьки були водевільними співаками, які до народження дітей виступали як «The Singing O'Farrells». У дитинстві Ейлін досить часто переїжджала у різні міста Коннектикуту. Перші чіткі спогади Ейлін були про будинок у Сторрс, де її батьки влаштувалися вчителями музики та драми в Сторрському сільськогосподарському коледжі (нині Університет Коннектикуту).
Коли Фаррелл було п'ять років, сім'я повернулася до Віллімантіка. Там вона закінчила перший клас і мама отримала посаду органістки у церкві св. Марії у Норвічі і сім'я знову переїхала. Наступні 10 років вони мешкали там. У 1935 році Ейлін закінчила 9 клас у Вільній академії Норвіча. Потім родина переїхала до Вунсокета, і восени 1936 року Фаррелл вступила до місцевої школи, яку закінчила у 1939 році.
Фаррелл отримала початкову вокальну підготовку від батьків у дитинстві. Мати, з голосом колоратурне сопрано, була її першим учителем, але й батько, баритон, також час від часу навчав її. Рання кар'єра Ейлін як співачки заохочувалась місцевим пастором, отцем Корнеліусом Дж. Голландом, з церкви св. Чарльза Борромео у Вунсокеті, Род-Айленд. Після закінчення середньої школи переїхала до Нью-Йорка у серпні 1939 року, та вчилася у колишньої співачки (контральт) Метрополітен-опери Мерли Алкок. Крім того, вона тренувала мовні навички у Чарлі Бейкера, музичного керівника Пресвітеріанської церкви Рутгерса. Після кількох місяців занять він найняв її співачкою у свою церкву. Коли її кар'єра на радіо пішла вгору, Бейкер став вчителем вокалу у Фаррелл і допомагав їй готувати більшу частину її музики. У своїй автобіографії «Can't Help Singing: The Life of Eileen Farrell» (1999) вона зазначила, що Бейкер допоміг їй досягти успіху у перші роки кар'єри на радіо. Пізніше Фаррелл опановувала вокал й оперний спів у Елеонор Маклеллан, яку вона відзначила за міцну техніку.

## Початок кар'єри на радіо
У 1940 році почала кар'єру на радіо як учасниця хору CBS. Після трьох місяців роботи CBS запропонувала їй щотижневу півгодинну радіопрограму «Ейлін Фаррелл співає» (або «Ейлін Фаррелл представляє»), у якій вона виконувала як класичну, так і популярну музику у супроводі оркестру CBS під керівництвом Говарда Барлоу. Програма координувалася музичним керівником Джимом Фассетом і здебільшого записувалась в театрі Еда Саллівана. Для програми вона заспівала з кількома відомими запрошеними артистами, зокрема Маргарет Гаршоу, Френком Сінатрою, Мартіалом Сінгером і Рісе Стівенс. Програма вперше вийшла в ефір на початку 1941 року і швидко стала популярною. Останній випуск відбувся у 1946 році.
Фаррелл також була гостею на інших радіопрограмах, зокрема постійно з'являлася у «The Pause That Refreshes» Андре Костеланця й «Invitation to Music» Бернарда Геррманна. Вона також виступала у «The Bell Telephone Hour», «The Prudential Family Hour», «Songs of the Centuries» і «Your Hit Parade» й інших. У 1944 році зробила спеціальний різдвяний запис для американських солдатів, розміщених за кордоном під час Другої світової війни, з Ширлі Темпл як ведучою.

## Концертна й оперна кар'єра
Протягом 1947—1948 років гастролювала США як гастрольна співачка, а у 1949 році — Південною Америкою.
Пісенний концерт Фаррелл у Нью-Йорку у жовтні 1950 року зустріли з ентузіазмом й одразу співачка отримала визнання. Того року вона також з'явилася у концертному виконанні «Воццека» Берга у ролі Марі. У 1952 році її залучив Артуро Тосканіні для його першого й єдиного студійного запису Симфонії № 9 Бетховена RCA Victor з Симфонічним оркестром NBC.
У фільмі «Перервана мелодія» 1955 року, в якому Елеонор Паркер знялася в ролі австралійської оперної співачки Марджорі Лоуренс, Ейлін Фаррелл співала за акторку. Уже у 1956 році вона виступила перед 13-тисячною аудиторією під керівництвом диригента Альфредо Антоніні, виконавши арії з «Ернані» Верді на Левісонському стадіоні у Нью-Йорку.
У 1956 році вона дебютувала в ролі Сантуцци в «Сільській честі» Масканьї в Опері Сан-Карло у Тампі, штат Флорида. У 1957 році дебютувала у Ліричній опері Чикаго; у 1958 році в Опері Сан-Франциско. 6 грудня 1960 року дебютувала у Метрополітен-опері, виконавши головну роль в опері Глюка «Альцеста». Вона відкрила сезон у Метрополітен 1962—1963 років роллю Маддалени в «Андреа Шеньє» Джордано разом з Франко Кореллі. Протягом сезону 1963—1964 мала ролі у сорока чотирьох виставах, а у березні 1966 року повернулася для двох останніх виступів у ролі Маддалени. Серед інших робіт у Метрополітен-опері — головна роль у «Джоконді» Понк'єллі, Леонори у «Силі долі» Верді, Ізабелли в «Атлантиді» де Фальї.
Крім оперної кар'єри Фаррелл виконувала поп-музику. Вона записала чотири альбоми популярної музики для Columbia Records: «I've Got a Right to Sing the Blues», «Here I Go Again», «This Fling Called Love» і «Together with Love».
Протягом 1960-х років вона часто виступала як солістка в Нью-Йоркському філармонічному оркестрі під керівництвом Леонарда Бернстайна; вона також була улюбленицею Томаса Шипперса. З Юджином Орманді, Філадельфійським оркестром і Хором Мормонської скинії вона була солісткою у скороченій версії «Месії» Генделя разом з Мартою Ліптон, Девісом Каннінгемом і Вільямом Ворфілдом.
З 1971 до 1980 рік Фаррелл була професором музики в Школі музики Університету Індіани у Блумінгтоні. З 1983 до 1985 рік — професор музики в Університеті Мену в Ороно. Вона також зробила кілька записів блюзової музики наприкінці своєї кар'єри, а також разом з Френком Сінатрою записала дуетом пісню «For the Good Times» для його альбому «Trilogy» (1979). У 1999 році опублікувала мемуари «Can't Help Singing» («Не можу не співати»).
У 1987 році повернулася до записування попальбомів. Перший «With Much Love» записано для  Audiophile. Пізніше випущено ще кілька для Reference.
Фаррелл була одружена з офіцером поліції Нью-Йорка Робертом Рейганом, з яким вона утримувала будинки в районах Граймс-Гілл й Емерсон-Гілл на Стейтен-Айленді, Нью-Йорк. Пара виховувала сина та доньку. Чоловік помер у 1986 році. Її обрано до Зали слави Вунсокета. Мешкала у Кліффсайд-Парку, померла у будинку літніх людей у Парк-Рідж 23 березня 2002 року у віці 82 років.

## Вибіркова дискографія
- Eileen Farrell Sings Torch Songs, Arrangements by Loonis McGlohon, Reference Recordings, 1990
- Rodgers: The Sound of Music, conducted by Erich Kunzel, Telarc 1988
- Carols for Christmas Eve, conduct every single by Luther Henderson and His Orchestra, Sony BMG Masterworks, 1960
- I Gotta Right to Sing the Blues, conducted by Luther Henderson and his Orchestra, Sony Classics 1959 & 1961
- Eileen Farell—Puccini Arias, conducted by Max Rudolf and the Columbia Symphony Orchesta, Sony Classics 1959 & 1960
- Eileen Farrell sings Verdi, conducted by Max Rudolf and Fausto Cleva, Columbia Symphony Orchestra 1960& 1961
- Wagner—Wesendonck Lieder, Siegfried, Act III, Scene 3; Eileen Farrell and Set Svanholm; Leopold Stowkowski and Erich Leinsdorf, conductors; Testament SBT 1415
- Eileen Farrell sings Opera Arias & Songs, conducted by Thomas Schippers and the Philharmonia Orchestra 9/1957; Testament 1073